# La Brigade héroïque
Pour plus de détails, voir Fiche technique et Distribution.
La Brigade héroïque (titre original : Saskatchewan) est un western américain réalisé par Raoul Walsh, sorti en 1954.

## Synopsis
L'action se passe au printemps 1877, en Saskatchewan, province de l'ouest canadien limitrophe des États-Unis. De retour d'une saison de chasse, O'Rourke, sergent de la Police montée du Nord-Ouest, et Cajou, frère adoptif d'O'Rourke et fils d'un chef indien cree, recueillent Grace Markey, seule survivante d'un convoi attaqué par les Sioux qui ont traversé la frontière canadienne après avoir battu Custer. De retour au fort, O'Rourke se heurte au nouveau commandant Benton, officier rigide envoyé pour appliquer les directives du gouvernement central et désarmer les Crees. O'Rourke objecte qu'ils avaient besoin de ces armes pour chasser, qu'ils connaissent la famine et que cette confiscation va les pousser à s'allier aux Sioux. 
Benton rabroue O'Rourke et organise le départ pour Fort Walsh avec les armes confisquées. Grace Markey, mise en arrestation pour meurtre par le shérif américain Carl Smith, est contrainte de les accompagner. Contre l'avis d'O'Rourke qui connait parfaitement la région, Benton prend la route de la plaine, très exposée. Au cours de ce périple, le convoi tombe dans une embuscade des Sioux, comme l'avait redouté O'Rourke. 
Celui-ci provoque une mutinerie contre l'incompétence de Benton et prend la direction du convoi.

## Fiche technique
- Titre original : Saskatchewan
- Titre français : La Brigade héroïque
- Réalisation : Raoul Walsh
- Scénario : Gil Doud
- Direction artistique : Bernard Herzbrun et Richard H. Riedel
- Décors : John P. Austin et Russell A. Gausman
- Costumes : Bill Thomas
- Photographie : John F. Seitz
- Son : Leslie I. Carey, Joe Lapis
- Musique : William Lava, Henry Mancini, Hans J. Salter, Frank Skinner et Herman Stein (non crédités)
- Montage : Frank Gross
- Production : Aaron Rosenberg
- Société de production et de distribution : Universal Pictures
- Pays d'origine :  États-Unis
- Langue : anglais
- Format : Couleur (Technicolor) — 35 mm — 1:37- Son Mono (Western Electric Recording)
- Genre : Western
- Durée : 83 minutes
- Dates de sortie : 
  - États-Unis :10 mars 1954 (première à New York)
  - Belgique : 12 novembre 1954
  - France : 17 décembre 1954

## Distribution
- Alan Ladd (VF : Maurice Dorléac) : Thomas O'Rourke
- Shelley Winters (VF : Claire Guibert) : Grace Markey
- J. Carrol Naish (VF : Camille Guérini) : Batouche
- Hugh O'Brian (VF : Roger Rudel) : Carl Smith
- Robert Douglas : Benton
- George J. Lewis (VF : Jean Violette) : Lawson
- Richard Long : Patrick J. Scanlon
- Jay Silverheels (VF : Georges Aminel) : Cajou
- Antonio Moreno : Chef Dark Cloud
- Frank Chase : Keller
- Lowell Gilmore : Banks
- Anthony Caruso : Spotted Eagle
- Henry Wills : Merrill
- Bob Herron : Brill

## Critique
« Walsh dut faire face, bien sûr, au lot habituel de projets condamnés d'avance pour des raisons de scénario ou de distribution: Saskatchewan combine les deux. »

— Coursodon & Tavernier, 50 ans de cinéma américain, 1991.

« ... tous les ingrédients sont là mijotés par Walsh. Ce n'est pas un grand plat, mais il est agréable. »

— Jean Tulard, Guide des films, Robert Laffont, 1990.